# Godhra
Godhra est une ville indienne située dans le district de Panchmahal dans l’État du Gujarat. En 2011, sa population était de 161 925 habitants.

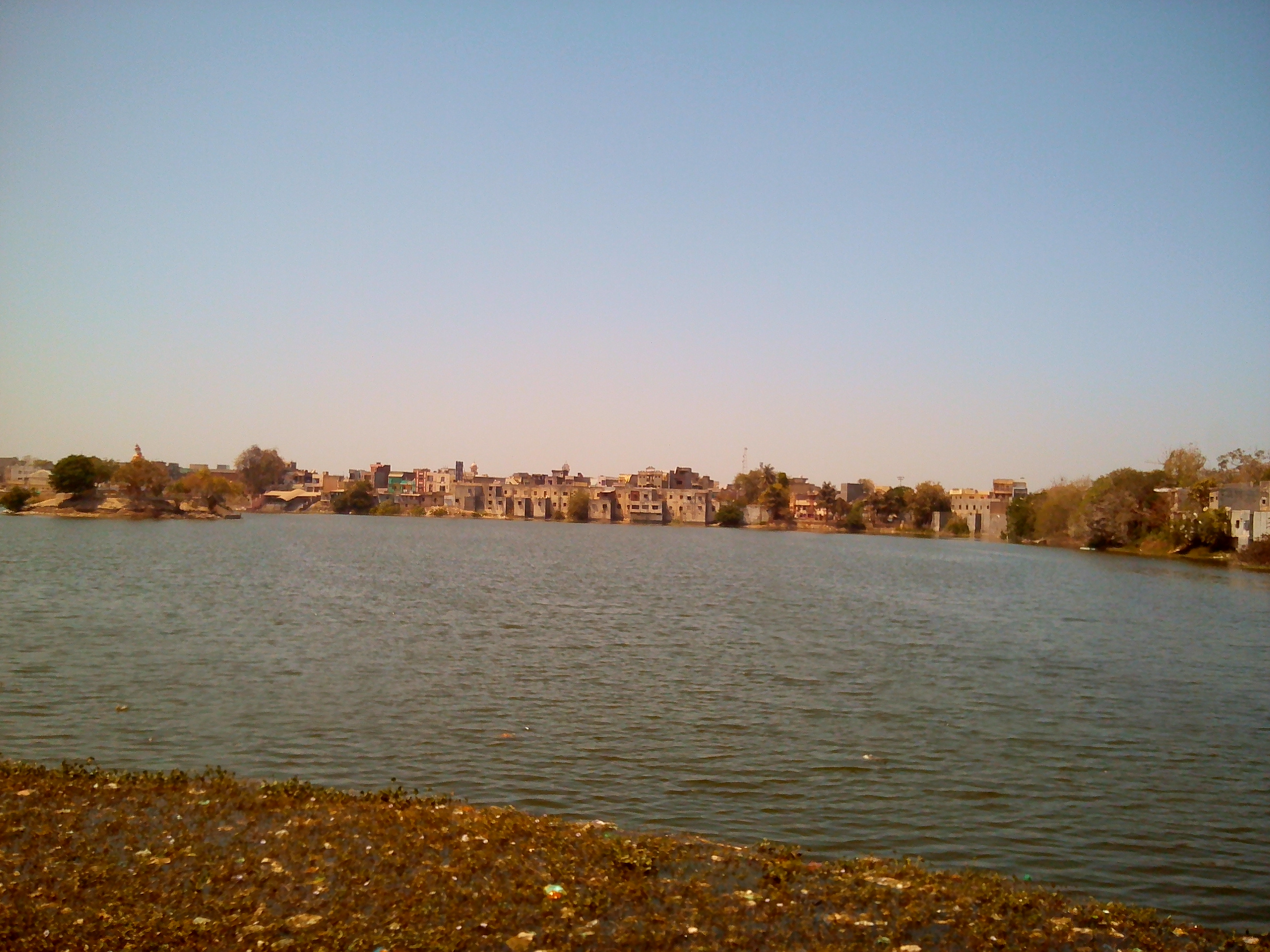

Le 27 février 2002, l'incendie d'un train en gare de Godhra fait 58 morts, et déclenche une série d'émeutes qui feront plusieurs centaines de victimes dans la communauté musulmane, accusée d'être responsable de ce sinistre.

## Source de la traduction
- (en) Cet article est partiellement ou en totalité issu de l’article de Wikipédia en anglais intitulé « Godhra » (voir la liste des auteurs).